# Дудеску (Браила)
Дудеску (рум. Dudescu) насеље је у Румунији у округу Браила у општини Завоаја. Oпштина се налази на надморској висини од 41 m.

## Становништво
Према подацима из 2002. године у насељу је живело 936 становника, од којих су сви румунске националности.